# John D. Caputo
John David Caputo, född 26 oktober 1940 i Philadelphia, Pennsylvania, är en amerikansk filosof. Han är professor emeritus i religionsvetenskap vid Syracuse University och professor emeritus i filosofi vid Villanova University. I sin forskning fokuserar Caputo på hermeneutik, fenomenologi, dekonstruktion och teologi. 

## Biografi
John D. Caputo avlade 1968 doktorsexamen vid Bryn Mawr College med avhandlingen The Way Back into the Ground: An Interpretation of the Path of Heidegger's Thought. Handledare var den katalanske filosofen José Ferrater Mora. Caputo har utvecklat en särskild gren inom den dekonstruktiva hermeneutiken, kallad radikal hermeneutik, vilken är starkt influerad av Jacques Derridas filosofiska teoribygge. Caputo har även forskat om bland annat ontoteologi, etik och mystik.
Caputo föreläste i filosofi vid Villanova University från 1968 till 2004.